# John O'Hara (musicien)
John O'Hara est un musicien britannique né à Liverpool en 1962. Il est depuis 2007 le claviériste du groupe de rock Jethro Tull.

## Biographie
O'Hara est né et a grandi à Liverpool. Son père était musicien (fondateur de Candlewick Green) et sa mère femme au foyer. La famille déménage dans le nord du pays de Galles où il étudie les percussions et le piano au Royal Northern College of Music. Il rejoint également le groupe de son père dans lequel il jouera plusieurs années.

## Carrière
Il rejoint la Rambert Dance Company où il joue des percussions pendant cinq ans. Après cela, il devient musicien freelance. Il rencontre Ian Anderson, leader du groupe Jethro Tull, vers 2002. Il devient par la suite le claviériste du groupe ainsi que celui qui s'occupe de l'orchestration pendant les concerts.
Après le départ de Andrew Giddings, il devient le claviériste à temps complet (et parfois l'accordéoniste) du groupe à la demande d'Anderson.
Le Welsh National Opera a également commandé à O'Hara trois opéras pour enfants. Il est par ailleurs professeur à l'Université de Bath et à l'Université de Bristol.